# Selección de fútbol de Botsuana
La selección de fútbol de Botsuana es el equipo representativo del país en las competiciones oficiales. Su organización está a cargo de la Asociación de Fútbol de Botsuana, perteneciente a la CAF y a la FIFA.

## Historia
Aunque Botsuana ha entrado en las etapas preliminares de la Copa Mundial de Fútbol en cinco ocasiones, le tomó casi 11 años después de jugar su primer partido para registrar su primera victoria: una victoria por 4-1 en las rondas previas preliminares africanas para Alemania 2006 contra Lesoto.
La nación del sur de África participó en su primera competencia preliminar para la Copa Mundial de Fútbol de 1994 en Estados Unidos, donde se enfrentó a Níger y Costa de Marfil. Logró un empate 0-0 con este último en Gaborone, pero perdió sus otros tres partidos, terminando último en su grupo.
La siguiente competencia en la que participaron fue para la Copa Mundial de Fútbol 2002, donde enfrentaron a Zambia en un empate a dos bandas para decidir qué equipo pasaría a la fase de grupos. Zambia ganó las dos partes del empate para clasificarse y noquear a Botsuana.
Después de esto, Botsuana sufrió algunos malos resultados con el equipo perdiendo 3-0 ante Zambia y perdiendo ante equipos de segunda línea de Sudáfrica y Zimbabue en casa, frustrando a muchos seguidores. Un empate contra Madagascar que ocupaba el puesto 146 en el mundo en ese momento llevó a la FA de Botsuana a despedir al mánager Colwyn Rowe, a pesar de que su principal Botsuana alcanzó el 95 ° puesto en la clasificación FIFA más alta de la historia. La BFA afirmó que este movimiento fue tomado porque temían por su seguridad de los fanáticos enojados. Stanley Tshosane fue nombrado como su reemplazo y en su primer juego a cargo, Botsuana logró una impresionante victoria 2-1 a Mozambique para colocarlos en una posición relativamente fuerte en su grupo clasificatorio. A pesar de lograr un empate acreditable contra Costa de Marfil, Botsuana finalizó en la parte inferior de su grupo clasificatorio para la Copa Mundial de Fútbol 2010 en Sudáfrica.
Últimamente, la selección de Botsuana ha tenido un cambio notable en el fútbol. Destacando el papel del futbolista que actualmente juega en el Wetis F.C Pakalu papito que junto con John Keniatu son las estrellas de la selección. En la clasificación para la Copa Africana de Naciones de 2012, Botsuana actualmente se encuentra primero en el grupo K, con 17 puntos, sin haber perdido ningún solo partido. Botsuana derrotó a Túnez, en la ciudad de Túnez por 1-0, ha derrotado a Chad en Gaborone por 1-0, ha empatado ante Malaui por 1-1 en condición de visitante, ha derrotado a Togo por 2-1 en Gaborone, ha derrotado a Túnez por segunda vez por 1-0, en condición de local, derrotó a Chad por 0-1 en condición de visitante, que determinó la clasificación de las cebras  por primera vez a una edición de la Copa Africana de Naciones y ha empatado ante Malaui por segunda vez 0-0 en condición de local. Jugó su primer partido en una Copa Africana frente a Ghana pero pierde por un solo tanto, partido en el que Pablo Fontandet fue sancionado por agredir al árbitro con su descomunal masa de pelo. Después juego su segundo partido con necesidad de ganar para pasar de ronda pero caen contundentemente con un marcador de 6:1 propinado por Guinea que acabó completamente con la esperanza de que Botsuana pasara por primera vez de ronda. Jugó por última vez frente a Malí en donde perdió 2:1 y Botsuana se despidió de la única copa que participó hasta ahora sin recolectar un punto colocándose en el último lugar del grupo y de la competición pero Botsuana consiguió su mayor logró.
En octubre de 2013, la Asociación de Fútbol de Botsuana despidió a su entrenador Tshosane, citando su "falta de cumplimiento de los objetivos establecidos para él". Posteriormente nombraron al inglés Peter Butler en febrero de 2014. 
Desde entonces, la calificación para los principales torneos ha seguido eludiendo a Botsuana. A pesar de derrotar a Burundi y Guinea-Bisáu en rondas eliminatorias, terminaron últimos en su difícil grupo clasificatorio para la Copa Africana de Naciones 2015 con un solo punto. En su grupo clasificatorio para la Copa Africana de Naciones 2017 terminaron en tercer lugar, siete puntos detrás de los clasificados Burkina Faso y Uganda. En la clasificación para la Copa Mundial de la FIFA 2018, vencieron a Eritrea en la primera ronda y ganaron 2-1 en casa contra Malí en el partido de ida de la segunda ronda. Sin embargo, una victoria por 2-0 para Malí en Bamako significó que Botsuana perdió en el agregado y no pudo pasar a las etapas de grupos.
En julio de 2017, David Bright se convirtió en entrenador de "las Cebras" por cuarta vez después de que la BFA eligió no renovar el contrato de Butler.

## Últimos partidos y próximos encuentros
Actualizado al último partido jugado el 6 de julio de 2025
| Fecha      | Ciudad           | Local       | Resultado | Visitante  | Competición                       |
| ---------- | ---------------- | ----------- | --------- | ---------- | --------------------------------- |
| 26-06-2024 | Puerto Elizabeth | Suazilandia | 0:0       | Botsuana   | Copa COSAFA 2024                  |
| 29-06-2024 | Puerto Elizabeth | Sudáfrica   | 0:0       | Botsuana   | Copa COSAFA 2024                  |
| 02-07-2024 | Puerto Elizabeth | Mozambique  | 3:1       | Botsuana   | Copa COSAFA 2024                  |
| 31-08-2024 | Trípoli          | Libia       | 1:0       | Botsuana   | Partido amistoso                  |
| 07-09-2024 | Nuakchot         | Mauritania  | 1:0       | Botsuana   | Clas. Copa Africana Naciones 2025 |
| 10-09-2024 | Francistown      | Botsuana    | 0:4       | Egipto     | Clas. Copa Africana Naciones 2025 |
| 10-10-2024 | Praia            | Cabo Verde  | 0:1       | Botsuana   | Clas. Copa Africana Naciones 2025 |
| 15-10-2024 | Francistown      | Botsuana    | 1:0       | Cabo Verde | Clas. Copa Africana Naciones 2025 |
| 15-11-2024 | Francistown      | Botsuana    | 1:1       | Mauritania | Clas. Copa Africana Naciones 2025 |
| 19-11-2024 | El Cairo         | Egipto      | 1:1       | Botsuana   | Clas. Copa Africana Naciones 2025 |
| 21-03-2025 | Francistown      | Botsuana    | 1:3       | Argelia    | Clasificación Copa Mundial 2026   |
| 25-03-2025 | Francistown      | Botsuana    | 2:0       | Somalia    | Clasificación Copa Mundial 2026   |
| 08-06-2025 | Bloemfontein     | Botsuana    | 0:0       | Comoras    | Copa COSAFA 2025                  |
| 11-06-2025 | Bloemfontein     | Botsuana    | 3:3       | Zambia     | Copa COSAFA 2025                  |
| 06-07-2025 | Lilongüe         | Malaui      | 1:1       | Botsuana   | Partido amistoso                  |

## Jugadores

### Última convocatoria
| No. | Pos. | Jugador               | Fecha de nacimiento (edad)         | Apa. | Goles | Club                   |
| --- | ---- | --------------------- | ---------------------------------- | ---- | ----- | ---------------------- |
| 1   | POR  | Kabelo Dambe          | 5 de octubre de 1990 (34 años)     | 62   | 0     | Township Rollers       |
|     | POR  | Ezekiel Morake        | 21 de marzo de 1996 (29 años)      | 10   | 0     | Jwaneng                |
|     | POR  | Lesenya Malapela      | 10 de julio de 1996 (28 años)      | 2    | 0     | Orapa United           |
|     |      |                       |                                    |      |       |                        |
| 5   | DEF  | Simisani Mathumo      | 11 de noviembre de 1991 (33 años)  | 20   | 0     | Olympique Khouribga    |
| 14  | DEF  | Onkarabile Ratanang   | 16 de marzo de 1998 (27 años)      | 8    | 0     | Township Rollers       |
|     | DEF  | Thabo Leinanyane      | 27 de julio de 1993 (31 años)      | 17   | 0     | Jwaneng                |
|     | DEF  | Mothusi Johnson       | 28 de julio de 1997 (27 años)      | 12   | 0     | Orapa United           |
|     | DEF  | Thatayaone Ditlhokwe  | 21 de septiembre de 1998 (26 años) | 19   | 2     | SuperSport United      |
|     | DEF  | Thato Kebue           | 29 de mayo de 1997 (28 años)       | 19   | 0     | Gaborone United        |
|     | DEF  | Mosha Gaolaolwe       | 25 de diciembre de 1993 (31 años)  | 62   | 1     | TS Galaxy              |
| 2   | DEF  | Tshepo Maikano        | 7 de noviembre de 1989 (35 años)   | 18   | 1     | Gaborone United        |
|     |      |                       |                                    |      |       |                        |
|     | MED  | Godiraone Modingwane  | 19 de julio de 1997 (27 años)      | 10   | 0     | Botswana Defence Force |
|     | MED  | Kutlwelo Mpolokang    | 2 de septiembre de 1996 (28 años)  | 5    | 0     | Township Rollers       |
|     | MED  | Gape Mohutsiwa        | 20 de marzo de 1997 (28 años)      | 13   | 1     | Jwaneng                |
|     | MED  | Segolame Boy          | 11 de julio de 1992 (32 años)      | 36   | 4     | Township Rollers       |
|     | MED  | Ethany Mahoto         | 20 de enero de 1999 (26 años)      | 1    | 0     | Gottne                 |
|     | MED  | Gape Mohutsiwa        | 20 de marzo de 1997 (28 años)      | 9    | 1     | ASO Chlef              |
| 11  | MED  | Mogakolodi Ngele      | 10 de junio de 1990 (35 años)      | 47   | 4     | Chippa United          |
|     | MED  | Gape Gaogangwe        | 15 de septiembre de 1998 (26 años) | 8    | 0     | Orapa United           |
|     | MED  | Thatayaone Kgamanyane | 30 de enero de 1996 (29 años)      | 16   | 4     | Gaborone United        |
|     |      |                       |                                    |      |       |                        |
| 10  | DEL  | Onkabetse Makgantai   | 7 de enero de 1995 (30 años)       | 27   | 10    | Orapa United           |
|     | DEL  | Thero Setsile         | 10 de agosto de 1995 (29 años)     | 24   | 2     | TS Galaxy              |
|     | DEL  | Tumisang Orebonye     | 26 de marzo de 1996 (29 años)      | 34   | 5     | Olympique Khouribga    |
|     | DEL  | Kabelo Seakanyeng     | 25 de junio de 1993 (32 años)      | 46   | 6     | Dibba Al Fujairah      |
|     | DEL  | Elias Mbatshi         | 7 de octubre de 1995 (29 años)     | 7    | 0     | Orapa United           |
|     | DEL  | Mpho Kgomo            | 25 de mayo de 1998 (27 años)       | 3    | 0     | Botswana Police        |
|     | DEL  | Kago Monyake          | 28 de julio de 1999 (25 años)      | 10   | 0     | Township Rollers       |

## Entrenadores
- Thomas Johnson (1973)
- Rudi Gutendorf (1976)
- Peter Cormack (1986–1987)
- Kenny Mwape (1990-1992)
- Freddie Mwila (1992–1994)
- Freddie Mwila (1994–1996)
- Michael Gaborone (1996-97)
- David Bright (1997-1998)
- David Bright (1999)
- Jeff Butler  (1999)
- David Bright (2000)
- Karl-Heinz Marotzke (2001)
- Veselin Jelušić (2002–2005)
- David Bright (2006,  interino)
- Colwyn Rowe (2006–2008)
- Stanley Tshosane (2008–2013)
- Peter Butler (2014–2017)
- Mogomotsi Mpote (2017, interino)
- David Bright (2017-2019)
- Mfolo Mfolo  (2019,  interino)
- Mogomotsi Mpote (2019, interino)
- Adel Amrouche (2019-2022)
- Rahman Gumbo (2022, interino)
- Mogomotsi Mpote (2022-2023)
- Didier Gomes Da Rosa (2023-2024)
- Morena Ramoreboli (2024, interino)

## Estadísticas

### Copa Mundial de Fútbol
| Copa Mundial de Fútbol | Copa Mundial de Fútbol  | Copa Mundial de Fútbol  | Copa Mundial de Fútbol  | Copa Mundial de Fútbol  | Copa Mundial de Fútbol  | Copa Mundial de Fútbol  | Copa Mundial de Fútbol  |
| Año                    | Ronda                   | J                       | G                       | E                       | P                       | GF                      | GC                      |
| ---------------------- | ----------------------- | ----------------------- | ----------------------- | ----------------------- | ----------------------- | ----------------------- | ----------------------- |
| 1930 - 1966            | No existía la selección | No existía la selección | No existía la selección | No existía la selección | No existía la selección | No existía la selección | No existía la selección |
| 1970 - 1990            | No participó            | No participó            | No participó            | No participó            | No participó            | No participó            | No participó            |
| 1994                   | No clasificó            | No clasificó            | No clasificó            | No clasificó            | No clasificó            | No clasificó            | No clasificó            |
| 1998                   | No participó            | No participó            | No participó            | No participó            | No participó            | No participó            | No participó            |
| 2002                   | No clasificó            | No clasificó            | No clasificó            | No clasificó            | No clasificó            | No clasificó            | No clasificó            |
| 2006                   | No clasificó            | No clasificó            | No clasificó            | No clasificó            | No clasificó            | No clasificó            | No clasificó            |
| 2010                   | No clasificó            | No clasificó            | No clasificó            | No clasificó            | No clasificó            | No clasificó            | No clasificó            |
| 2014                   | No clasificó            | No clasificó            | No clasificó            | No clasificó            | No clasificó            | No clasificó            | No clasificó            |
| 2018                   | No clasificó            | No clasificó            | No clasificó            | No clasificó            | No clasificó            | No clasificó            | No clasificó            |
| 2022                   | No clasificó            | No clasificó            | No clasificó            | No clasificó            | No clasificó            | No clasificó            | No clasificó            |
| 2026                   | Por disputarse          | Por disputarse          | Por disputarse          | Por disputarse          | Por disputarse          | Por disputarse          | Por disputarse          |
| 2030                   | Por disputarse          | Por disputarse          | Por disputarse          | Por disputarse          | Por disputarse          | Por disputarse          | Por disputarse          |
| 2034                   | Por disputarse          | Por disputarse          | Por disputarse          | Por disputarse          | Por disputarse          | Por disputarse          | Por disputarse          |
| Total                  | 0/22                    | -                       | -                       | -                       | -                       | -                       | -                       |

### Copa Africana de Naciones
| Copa Africana de Naciones | Copa Africana de Naciones | Copa Africana de Naciones | Copa Africana de Naciones | Copa Africana de Naciones | Copa Africana de Naciones | Copa Africana de Naciones | Copa Africana de Naciones |
| Año                       | Ronda                     | J                         | G                         | E                         | P                         | GF                        | GC                        |
| ------------------------- | ------------------------- | ------------------------- | ------------------------- | ------------------------- | ------------------------- | ------------------------- | ------------------------- |
| 1957 - 1965               | No existía la selección   | No existía la selección   | No existía la selección   | No existía la selección   | No existía la selección   | No existía la selección   | No existía la selección   |
| 1968 - 1992               | No participó              | No participó              | No participó              | No participó              | No participó              | No participó              | No participó              |
| 1994                      | No clasificó              | No clasificó              | No clasificó              | No clasificó              | No clasificó              | No clasificó              | No clasificó              |
| 1996                      | No clasificó              | No clasificó              | No clasificó              | No clasificó              | No clasificó              | No clasificó              | No clasificó              |
| 1998                      | No clasificó              | No clasificó              | No clasificó              | No clasificó              | No clasificó              | No clasificó              | No clasificó              |
| 2000                      | No clasificó              | No clasificó              | No clasificó              | No clasificó              | No clasificó              | No clasificó              | No clasificó              |
| 2002                      | No clasificó              | No clasificó              | No clasificó              | No clasificó              | No clasificó              | No clasificó              | No clasificó              |
| 2004                      | No clasificó              | No clasificó              | No clasificó              | No clasificó              | No clasificó              | No clasificó              | No clasificó              |
| 2006                      | No clasificó              | No clasificó              | No clasificó              | No clasificó              | No clasificó              | No clasificó              | No clasificó              |
| 2008                      | No clasificó              | No clasificó              | No clasificó              | No clasificó              | No clasificó              | No clasificó              | No clasificó              |
| 2010                      | No clasificó              | No clasificó              | No clasificó              | No clasificó              | No clasificó              | No clasificó              | No clasificó              |
| 2012                      | Fase de grupos            | 3                         | 0                         | 0                         | 3                         | 2                         | 9                         |
| 2013                      | No clasificó              | No clasificó              | No clasificó              | No clasificó              | No clasificó              | No clasificó              | No clasificó              |
| 2015                      | No clasificó              | No clasificó              | No clasificó              | No clasificó              | No clasificó              | No clasificó              | No clasificó              |
| 2017                      | No clasificó              | No clasificó              | No clasificó              | No clasificó              | No clasificó              | No clasificó              | No clasificó              |
| 2019                      | No clasificó              | No clasificó              | No clasificó              | No clasificó              | No clasificó              | No clasificó              | No clasificó              |
| 2021                      | No clasificó              | No clasificó              | No clasificó              | No clasificó              | No clasificó              | No clasificó              | No clasificó              |
| 2023                      | No clasificó              | No clasificó              | No clasificó              | No clasificó              | No clasificó              | No clasificó              | No clasificó              |
| 2025                      | Clasificado               | Clasificado               | Clasificado               | Clasificado               | Clasificado               | Clasificado               | Clasificado               |
| 2027                      | Por definir               | Por definir               | Por definir               | Por definir               | Por definir               | Por definir               | Por definir               |
| Total                     | 2/35                      | 3                         | 0                         | 0                         | 3                         | 2                         | 9                         |

## Seleccionado Local

### Campeonato Africano de Naciones
| Campeonato Africano de Naciones | Campeonato Africano de Naciones | Campeonato Africano de Naciones | Campeonato Africano de Naciones | Campeonato Africano de Naciones | Campeonato Africano de Naciones | Campeonato Africano de Naciones | Campeonato Africano de Naciones |
| Año                             | Ronda                           | J                               | G                               | E                               | P                               | GF                              | GC                              |
| ------------------------------- | ------------------------------- | ------------------------------- | ------------------------------- | ------------------------------- | ------------------------------- | ------------------------------- | ------------------------------- |
| 2009                            | No clasificó                    | No clasificó                    | No clasificó                    | No clasificó                    | No clasificó                    | No clasificó                    | No clasificó                    |
| 2011                            | No clasificó                    | No clasificó                    | No clasificó                    | No clasificó                    | No clasificó                    | No clasificó                    | No clasificó                    |
| 2014                            | No clasificó                    | No clasificó                    | No clasificó                    | No clasificó                    | No clasificó                    | No clasificó                    | No clasificó                    |
| 2016                            | No clasificó                    | No clasificó                    | No clasificó                    | No clasificó                    | No clasificó                    | No clasificó                    | No clasificó                    |
| 2018                            | No clasificó                    | No clasificó                    | No clasificó                    | No clasificó                    | No clasificó                    | No clasificó                    | No clasificó                    |
| 2021                            | No clasificó                    | No clasificó                    | No clasificó                    | No clasificó                    | No clasificó                    | No clasificó                    | No clasificó                    |
| 2023                            | No clasificó                    | No clasificó                    | No clasificó                    | No clasificó                    | No clasificó                    | No clasificó                    | No clasificó                    |
| 2025                            | No participó                    | No participó                    | No participó                    | No participó                    | No participó                    | No participó                    | No participó                    |
| Total                           | 0/8                             | -                               | -                               | -                               | -                               | -                               | -                               |

### Copa COSAFA
| Copa COSAFA | Copa COSAFA      | Copa COSAFA | Copa COSAFA | Copa COSAFA | Copa COSAFA | Copa COSAFA | Copa COSAFA |
| Año         | Ronda            | J           | G           | E           | P           | GF          | GC          |
| ----------- | ---------------- | ----------- | ----------- | ----------- | ----------- | ----------- | ----------- |
| 1997        | Primera ronda    | 1           | 0           | 0           | 1           | 1           | 4           |
| 1998        | Primera ronda    | 1           | 0           | 0           | 1           | 1           | 2           |
| 1999        | Primera ronda    | 2           | 0           | 0           | 2           | 1           | 4           |
| 2000        | Primera ronda    | 1           | 0           | 0           | 1           | 0           | 3           |
| 2001        | Primera ronda    | 1           | 0           | 0           | 1           | 0           | 1           |
| 2002        | Primera ronda    | 1           | 0           | 1           | 0           | 0           | 0           |
| 2003        | Cuartos de final | 2           | 1           | 1           | 0           | 2           | 1           |
| 2004        | Cuartos de final | 2           | 0           | 2           | 0           | 1           | 1           |
| 2005        | Fase de grupos   | 2           | 0           | 1           | 1           | 1           | 3           |
| 2006        | Semifinal        | 3           | 1           | 1           | 1           | 2           | 1           |
| 2007        | Semifinal        | 3           | 1           | 1           | 1           | 1           | 1           |
| 2008        | Cuartos de final | 1           | 0           | 0           | 1           | 0           | 2           |
| 2009        | Cuartos de final | 4           | 2           | 1           | 1           | 3           | 1           |
| 2010        | Cancelado        | Cancelado   | Cancelado   | Cancelado   | Cancelado   | Cancelado   | Cancelado   |
| 2013        | Fase de grupos   | 3           | 1           | 2           | 0           | 5           | 4           |
| 2015        | Cuarto lugar     | 3           | 0           | 1           | 2           | 2           | 4           |
| 2016        | Subcampeón       | 3           | 0           | 2           | 1           | 3           | 4           |
| 2017        | Cuartos de final | 2           | 0           | 0           | 2           | 1           | 4           |
| 2018        | Sexto lugar      | 6           | 3           | 2           | 1           | 12          | 6           |
| 2019        | Subcampeón       | 3           | 1           | 1           | 1           | 4           | 4           |
| 2020        | Cancelado        | Cancelado   | Cancelado   | Cancelado   | Cancelado   | Cancelado   | Cancelado   |
| 2021        | Fase de grupos   | 4           | 1           | 1           | 2           | 6           | 4           |
| 2022        | Sexto lugar      | 6           | 4           | 1           | 1           | 7           | 3           |
| 2023        | Fase de grupos   | 3           | 1           | 1           | 1           | 2           | 2           |
| 2024        | Fase de grupos   | 3           | 0           | 2           | 1           | 1           | 3           |
| 2025        | Fase de grupos   | 2           | 0           | 2           | 0           | 3           | 3           |
| Total       | 24/24            | 62          | 16          | 23          | 23          | 59          | 65          |

## Récord ante otras selecciones
Actualizado al 11 de junio de 2025.
| Rival               | J   | G  | E   | P   | GF  | GC  | GD   |
| ------------------- | --- | -- | --- | --- | --- | --- | ---- |
| Angola              | 14  | 2  | 6   | 6   | 6   | 14  | −8   |
| Argelia             | 3   | 0  | 0   | 3   | 1   | 9   | -8   |
| Burkina Faso        | 6   | 2  | 1   | 3   | 3   | 7   | −4   |
| Burundi             | 4   | 2  | 1   | 1   | 2   | 1   | +1   |
| Cabo Verde          | 2   | 2  | 0   | 0   | 2   | 0   | +2   |
| Camerún             | 1   | 0  | 1   | 0   | 0   | 0   | 0    |
| Rep. Centroafricana | 2   | 1  | 0   | 1   | 3   | 4   | −1   |
| Chad                | 2   | 2  | 0   | 0   | 2   | 0   | +2   |
| China               | 2   | 0  | 0   | 2   | 1   | 6   | −5   |
| Comoras             | 5   | 2  | 2   | 1   | 3   | 2   | +1   |
| RD Congo            | 5   | 0  | 3   | 2   | 0   | 4   | −4   |
| Egipto              | 7   | 0  | 3   | 4   | 2   | 11  | −9   |
| Guinea Ecuatorial   | 3   | 1  | 0   | 2   | 4   | 5   | −1   |
| Eritrea             | 2   | 2  | 0   | 0   | 5   | 1   | +4   |
| Etiopía             | 4   | 2  | 0   | 2   | 7   | 4   | +3   |
| Gabón               | 1   | 0  | 1   | 0   | 0   | 0   | 0    |
| Ghana               | 2   | 0  | 1   | 1   | 0   | 1   | −1   |
| Guinea              | 6   | 1  | 0   | 5   | 3   | 18  | −15  |
| Guinea-Bisáu        | 2   | 1  | 1   | 0   | 3   | 1   | +2   |
| Irán                | 1   | 0  | 1   | 0   | 1   | 1   | 0    |
| Irak                | 1   | 0  | 1   | 0   | 1   | 1   | 0    |
| Costa de Marfil     | 4   | 0  | 2   | 2   | 1   | 11  | −10  |
| Kenia               | 7   | 3  | 0   | 4   | 7   | 10  | −3   |
| Lesoto              | 31  | 15 | 11  | 5   | 39  | 23  | +16  |
| Libia               | 6   | 1  | 2   | 3   | 1   | 3   | −2   |
| Madagascar          | 8   | 2  | 2   | 4   | 5   | 7   | −2   |
| Malaui              | 23  | 5  | 7   | 11  | 21  | 46  | −25  |
| Malí                | 7   | 1  | 0   | 6   | 5   | 19  | −14  |
| Mauritania          | 6   | 1  | 1   | 4   | 4   | 10  | −6   |
| Mauricio            | 3   | 1  | 1   | 1   | 6   | 1   | +5   |
| Marruecos           | 2   | 0  | 0   | 2   | 0   | 2   | −2   |
| Mozambique          | 23  | 4  | 4   | 15  | 18  | 37  | −19  |
| Namibia             | 19  | 6  | 11  | 2   | 18  | 18  | 0    |
| Nueva Zelanda       | 1   | 0  | 1   | 0   | 0   | 0   | 0    |
| Níger               | 3   | 0  | 1   | 2   | 2   | 4   | −2   |
| Nigeria             | 1   | 0  | 1   | 0   | 0   | 0   | 0    |
| Ruanda              | 1   | 0  | 1   | 0   | 0   | 0   | 0    |
| Senegal             | 2   | 0  | 0   | 2   | 0   | 5   | −5   |
| Seychelles          | 4   | 4  | 0   | 0   | 8   | 1   | +7   |
| Somalia             | 2   | 2  | 0   | 0   | 5   | 1   | +4   |
| Sudáfrica           | 20  | 0  | 6   | 14  | 10  | 31  | −21  |
| Sudán del Sur       | 1   | 1  | 0   | 0   | 3   | 0   | +3   |
| Suazilandia         | 31  | 16 | 10  | 5   | 46  | 25  | +21  |
| Suecia              | 1   | 0  | 0   | 1   | 1   | 2   | −1   |
| Tanzania            | 5   | 1  | 2   | 2   | 7   | 9   | −2   |
| Togo                | 2   | 1  | 0   | 1   | 2   | 2   | 0    |
| Trinidad y Tobago   | 1   | 0  | 1   | 0   | 0   | 0   | 0    |
| Túnez               | 8   | 2  | 2   | 4   | 5   | 12  | −7   |
| Uganda              | 6   | 0  | 2   | 4   | 2   | 8   | −6   |
| Zambia              | 25  | 4  | 7   | 14  | 13  | 39  | −26  |
| Zimbabue            | 19  | 4  | 5   | 10  | 9   | 23  | −14  |
| Total               | 347 | 95 | 102 | 150 | 287 | 439 | −152 |